# 클레이니-로서 역설
수학에서 클레이니-로서 역설(영어: Kleene-Rosser paradox)은 형식 논리의 특정 시스템에서 결점을 보인 역설이다. 1930년 부분적인 커리(Curry)의 조합 논리 버전이 발표됐으며, 1932년에서 1933년 사이에 알론조 처치의 원본 람다 버전이 소개됐다. 두 논리 모두 형식 언어의 시스템을 의도했다. 이 역설은 1935년 스티븐 클레이니와 존 버클리 로서가 제안했다.

## 역설
스티븐 클레이니와  존 버클리 로서는 커리와 처치의 시스템이
증명 가능하게 정의할 수 있는 수론적 함수들을 특성화하고 열거할 수 있음을 보였다.
이 함수를 통해 클레이니와 로서는 리처드 역설을 형식 언어를 이용해 근본적으로 재현할 수 있었다.
이후 커리는 이 역설을 가능하게 하는 대수학의 핵심적 요소들을 찾아냄으로써
커리의 역설로 알려진 더욱 간단한 역설을 만들었다.

## 참조
- Andrea Cantini, "The inconsistency of certain formal logics", in the Paradoxes and Contemporary Logic entry of Stanford Encyclopedia of Philosophy (2007).
- Kleene, S. C. & Rosser, J. B. (1935). “The inconsistency of certain formal logics”. 《Annals of Mathematics》 36 (3): 630–636. doi:10.2307/1968646.